# زينوغلوسيا
الزينوغلوسيا (Xenoglossy) أو التعجم اللسان المتبدل والتحدث بلغات غير متعلمة هو الزعم بالتحدث أو الكتابة بلغة غير مفهومة تماما لمتحدثها، وهي علم زائف قائم على ادعاءات غير مثبتة روج لها أشخاص بشكل غير علمي حيث أن احتمالية حدوث هذا هو نفس احتمالية ان يعيش شخص ما بلا طعام أو ماء لعقود، وهو أمر احتماليته صفر وضرب من الخيال.
ورغم وجود عدة حالات تم الترويج لها على أنها تم اختبارها بشكل صحيح غير ان هناك الكثير من الأمور التي تُظهر خلل كبير واكاذيب غير مكتشفة من قبل الأشخاص الذي ادعوا هذه المقدرة.
كلمة الزينوغلوسيا تتكون من كلمتين كلوسا باليونانية وتعني لغة أو لسان وزينوس وتعني أجنبي. وقد روج للمصطلح الباراسايكولوجي الفرنسي تشارليس ريتشيت.
من أسباب الترويج للهذه الخرافة على أنها ظاهرة حقيقية هو أنها موجودة لدى اعتقادات بعض القبائل والمؤمنين بتناسخ الارواح بالإضافة لبعض الجماعات الدينية لوجود تلميح لها في نصوص معينة. ولا يوجد أي دليل علمي على أي من هذه الادعاءات.

## التاريخ
يذكر ان هناك الكثير من القصص حول المعجزات لأشخاص تكلموا بلغات لم يتعلموها في التراث المسيحي في العصور الوسطى. وهناك جماعات حديثة مثل الجماعة الخمسينية (Pentecostals) في القرن العشرين.

## ادعاءات ضعيفة
سبب ظهور ما يسمى بالزينوغلوسيا هي مجموعة من الادعاءات التي نالت الشهرة والتي دعمها وساعد على نشرها أشخاص امنوا بالمعتقدات التي تدعم الزينوغلوسيا كما تدعمها وتعززها الزينوغلوسيا كتناسخ الارواح. كما أن هناك دورا ليس بالقليل على صناعة الأفلام ووجود عدة أفلام رعب تدعم هذه الخرافة.
من أبرزها:
- حالة دولوريس جاي (Dolores Jay): دولوريس جاي هي زوجة طبيب يؤمن بالتنويم المغناطيسي ادعت ان شخصية كريتشين الألمانية إذ وبعد أن قام زوجها بتنويمها مغناطيسيا شرعت بالتحدث بالالمانية وركز عليها مدعو العلوم الزائفة بحجة انها لم تكن تعلم الألمانية غير ان الواقع ان دولوريس جاي كان قد درست الألمانية في فترة قريبة ومع ذلك لم تكن مصطلحاتها عندما تتكلم كثيرة. كانت تستخدم مصطلحات قليلة وكان لفظها متقطعا. وكان لديها اخطاء في الكتابة متوقعة من الأشخاص الإنجليز الذين تعلموا الألمانية كما لديها اخطاء في الالفاض.
- حالة روزماري: من المؤسف ان يعتبر البعض حالة ما انها علمية وهي تخلو من شهادات مستقلة أو علمية ولا تضم سوى شهادة المدعي نفسه وتلك هي حالة روزماري التي ادعى الدكتور فريدريك اتش.وود المؤمن بتناسخ الارواح ان ملكة مصرية قديمة تمثلت بها في بريطانيا عام 1931 والأكثر سخرية انه لم يأت بخبير لغوي مصري ليقول ان هذه لغة مصرية وقام بتشبيه كلمات لها باللغة المصرية.[12]
- حالة اوتارا هودار (Uttara Huddar): اوتارا كانت تعيش في مدينة من قومية الماراثي وفيها اقلية بنغالية وقد كانت ثقافة المدينة والهند عموما تدعم تناسخ الارواح. وقد ادعت اوتارا ان روحا لبنغالية تدعى شارادا قد حلت بها. ولكن ادعاءها لم يكن أثناء التنويم المغناطيسي أو أثناء النوم أو حالة من انعدام الوعي بل انها وفي صباح ما أثناء اقامتها في مستشفى الأمراض العقلية في مدينتها أصبحت وهي ترتدي ملابس البنغاليين وتتكلم بكلامهم ولم تنكر لغتها الماراثية بل كانت تتكلم اللغتين سوية كما كانت تقوم بهذا الدور مرتين في الشهر وبنسق ثابت ويذكر انها كان لها اهتمام بالبنغال منذ صغرها وكذلك لوالدها كما أنها قرأت روايات بنغالية مترجمة. ما ذكره اللغويون البنغاليون الذين اطلعوا على حالتها انها لا تتكلم بطلاقة رغم انها تتكلم بشكل جيد كما قال آخر ان لفظها البنغالي سئ، كما كانت تستخدم المصطلحات غير البنغالية المشتركة مع لغتها ومع ما تعرف أو المصطلحات التي يفهمها البنغاليون لكنها ليست بنغالية.يمكن القول امام هذه الحالة التي وجدت في مستشفى الأمراض العقلية انها ادعاء من شخص غير عاقل لا يؤاخذ على ادعاءه ولكن يؤاخذ ايان ستيفينسون الذي اعطى اهتماما لهذا الادعاء وجعله مشهورا.
- حالة TE : المعروفة بـ TE هي امرأة رفضت الإفصاح عن اسمها وهي زوجة لطبيب قام بتنويمها مغناطيسيا لتدعي انها تتكلم عن روح امرأة سويدية حلت بها. غير ان TE لم تتكلم من الكلمات سوى 61 كلمة سويدية جلها مما يستخدمه المحاورون في التلفاز (يعرفها شخص يتابع تلفزيونا سويديا) كما أن 31 من الكلمات التي استخدمتها هي من المشتركات بين اليديش والألمانية والإنجليزية (لغات تتقنها TE) مع السويدية كما أنها نادرا ما اجابت بجمل كاملة عند سؤالها بل كانت تجيب بعبارة أو عبارتين وكانت تتكلم الإنجليزية أيضا وتفهمها أثناء ادعاءها الشخصية الثانية.[13]

### أشخاص روجوا للزينوغلوسيا على انها حقيقة
ايان ستيفينسون Ian stevenson: طبيب نفسي واستاذ جامعي مؤمن بتناسخ الارواح خصص حياته لمتابعة مدعي حلول الارواح الأخرى بهم.
موريس نيذيرتون Morris Netherton غير موجود على الإنترنت ما هو تخصص موريس عندما يلحق اسمه بكلمة دكتور لكنه يدعو نفسه معالج الحياة السابقة Past life therapist ورغم عدم امتلاكه مركزا علميا غير انه صار يمتلك مركزا اعلاميا ترويجيا لخرافات الزينوغلوسيا من خلال الكتب التي نشرها والتخصص الذي ادعاه لعلاج حالات معينة.
ليال واتسون Lyall Watson: شخص متعدد الاختصاصات معروف بكتابه (ما فوق الطبيعة) Supernature ذو المبيعات الفائقة وله كتب أخرى في الحيوان والنبات غير انها لم تحقق ما حققه كتابه هذا.